# Estação Ossington
Ossington é uma estação do metrô de Toronto, localizada na linha Bloor-Danforth. Localiza-se no cruzamento da Bloor Street com a Ossington Street. Ossington possui um terminal de ônibus integrado, que atende a três linhas de superfície. O nome da estação provém da Ossington Street, a principal rua norte-sul servida pela estação.